# Société en participation en droit français
 (février 2009).
 (décembre 2020).
Les associés conviennent de ne pas procéder à la formalité de l'immatriculation, tout en posant les bases d'une véritable société. Ils ne cherchent pas à créer un être moral distinct des associés et limitent donc leur action à la conclusion d'un contrat de société. Ils restent, en principe, propriétaire des biens qu'ils mettent à la disposition de la société, sauf à organiser entre eux une indivision qui jouxtera le contrat de société sans lui être réductible.
Ce genre de société est un instrument de coopération utile dans la vie des affaires. Elle peut tendre à des finalités très variées : exploitation de chantiers importants pour des groupes de BTP, coproduction d'œuvres de cinéma, mise en commun des moyens et des risques en matière bancaire ou d'assurance et, plus généralement, toutes formes d'association dont les parties souhaitent éviter la révélation aux tiers, chaque associé agissant en son nom personnel. Ce genre de société est également pertinent pour des entrepreneurs en prestation de service qui souhaitent optimiser leur charge fiscale comme le propose le cabinet d'expertise comptable et d'optimisation statutaire Conseil Patrimonial. 
Toutes les conditions légales du contrat de société doivent être réunies. Toutefois, les apports sont seulement mis à la disposition de la société, soit sans aliénation, soit en tant que bien indivis, alimentant la masse des droits détenus en indivision par les associés.
Les participants peuvent librement choisir l'objet, le fonctionnement et les conditions de la société en participation. Pour les relations entre les associés, la loi renvoie à titre supplétif aux dispositions relatives aux SNC si la société en participation a un caractère commercial, ou aux sociétés civiles dans l'hypothèse contraire. Il n'est pas nécessaire d'établir un écrit, mais dans les faits, ces sociétés sont en général établies par écrit (document sommaire ou différents actes juridiques).
La responsabilité des associés à l'égard des tiers : l'article 1872-1 du code civil prévoit que, dans le cas où la société est occulte, chaque associé contracte en son nom personnel, et est seul engagé à l'égard des tiers. Si la société est ostensible, la responsabilité des associés est collective entre tous ceux qui se sont fait connaître des tiers : ceux qui sont restés dans l'anonymat ne seront pas responsables.